# Gymnase du centre sportif olympique de Pékin

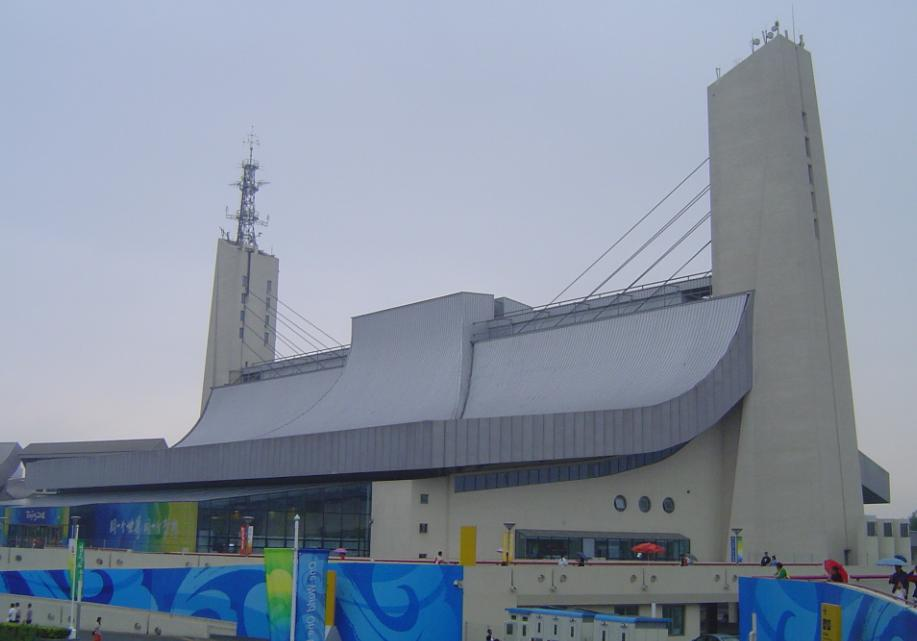
Le Gymnase du centre sportif olympique.

Le Gymnase du centre sportif olympique (en chinois : 奥体中心体育馆) est une salle de sport construite pour accueillir les Jeux asiatiques de 1990. 
Elle a été rénovée à l'occasion des Jeux olympiques d'été de 2008 de Pékin, ce qui l'amène à une superficie totale de 47 410 m2 (y compris les salles d'entraînement) : 28 000 m2 pour le terrain, 15 000 m2 pour les salles d'entraînement, et 4 410 m2 pour la nouvelle extension. 
Elle a accueilli les matchs de poule et les quarts de finale des tournois olympiques masculin et féminin de handball ainsi que les séances d'entraînement de goalball, de basketball, d'escrime et de rugby en fauteuil roulant des Jeux paralympiques de Beijing 2008.